# Aage Nørgaard
Aage Axel Marinus Nørgaard (født 1. oktober 1920 i Holstebro, død 28. april 1997 i Slagelse) var en dansk politiassistent og kommunalpolitiker, der fra 1970 til 1986 var borgmester i Slagelse Kommune, valgt for Socialdemokratiet.
Oprindeligt var Aage Nørgaard uddannet kontorist, men søgte i 1943 ind til politiet. Efter tjeneste i forskellige flygtningelejre og i særlige bevogtningspatruljer under krigen blev han i 1946 fast knyttet til Slagelse Politi. Her udnævntes han i 1957 til overpolitibetjent og i 1966 til politiassistent.
Aage Nørgaard havde været medlem af Slagelse Byråd siden 1962. Han var en periode formand for både socialudvalget og skoleudvalget.
Af et enigt parti blev han udpeget som borgmesterkandidat ved første valg efter kommunalreformen i 1970. Socialdemokratiet blev med 10 mandater byrådets største parti, og ved det konstituerende møde valgte den socialdemokratiske gruppe Aage Nørgaard som borgmester med støtte fra kommunisten Viggo Marker.
Aage Nørgaard sad som borgmester frem til 1986.